# Finestra antorbitària

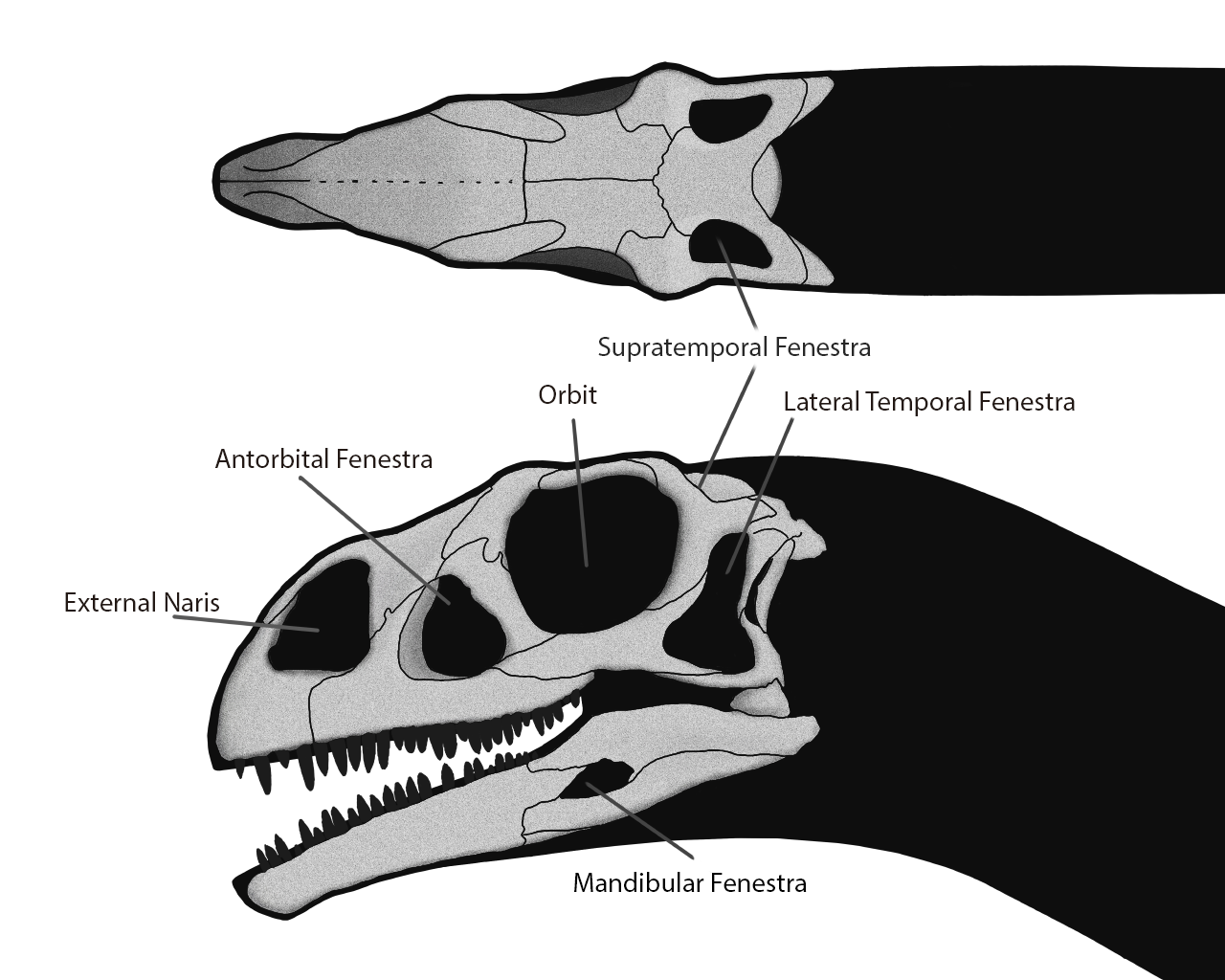
Finestra antorbitària en relació amb altres obertures del crani al dinosaure Massospondylus.

Una finestra antorbitària és una obertura al crani, al davant de les conques dels ulls. Aquesta característica del crani s'associa en gran manera amb els arcosaures i apareix per primera vegada durant el període Triàsic. Els ocells actuals encara posseeixen una finestra antorbitària, mentre que els cocodrils l'han perdut. Es creu que aquesta pèrdua està relacionada amb les necessitats estructurals dels seus cranis per als comportaments de fer força amb la mossegada i les necessitats de la seva alimentació En algunes espècies d'arcosaures, l'obertura s'ha tancat però la seva ubicació està encara marcada per una depressió, o fossa, la fossa antorbitària.
Les finestres antorbitàries hostatgen sinus paranasals que conflueixen amb la càpsula nasal adjacent. Malgrat que els cocodrilis han tancat la seva finestra antorbitària, encara conserven un sinus antorbitari.
En els dinosaures teròpodes la finestra antorbitària és l'obertura més gran en el crani. Sistemàticament, la presència de les finestres antorbitàries es considera una sinapomorfia que uneix tetanurs teròpodes en un clade. En contrast, la majoria dels dinosaures ornitisquis redueixen i fins i tot tanquen la seva fossa antorbitària, com en els hadrosaures i en el gènere de dinosaure Protoceratops. Aquest tancament distingeix Protoceratops d'altres dinosaures ceratopsis.